# Alexander Cumming

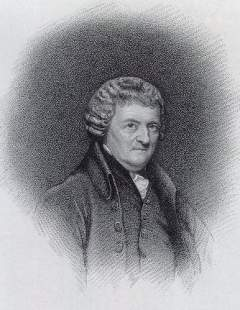

Alexander Cumming (às vezes referido como Alexander Cummings; Edimburgo, 1733 – 8 de março de 1814) foi um matemático, mecânico e relojoeiro escocês.
Alexander ficou famoso por ter sido a primeira pessoa a patentear um design de descarga sanitária.